# Glatten
Glatten là một xã ở huyện Freudenstadt ở bang Baden-Württemberg thuộc nước Đức. Đô thị này có diện tích 15,52 km², dân số thời điểm 31 tháng 12 năm 2006 là 2.376 người.